# William Herbert Sheldon
William Herbert Sheldon (Warwick, 19 novembre 1898 – Cambridge, 17 settembre 1977) è stato uno psicologo e numismatico statunitense, noto per i suoi lavori sulla costituzione fisica degli uomini, suddivisa secondo tre tipologie poste in correlazione statistica con specifiche caratteristiche psicologiche. Celebri sono i suoi modelli biotipologici, chiamati somatotipi, discussi nel campo dell'antropologia, dello sport, della psicologia e della criminalità.

## Biografia
Nel 1926 Sheldon ha conseguito presso l'Università di Chicago il dottorato in psicologia e nel 1933 in medicina. Successivamente ha lavorato presso diverse università, fino alla nomina, nel 1951, a professore della Facoltà di Medicina nell'Università dell'Oregon e direttore del Policlinico Universitario. Nello stesso anno ha ottenuto l'incarico di direttore di ricerca della Biological Humanics Foundation di Cambridge.
Oltre ai suoi studi di antropometria e psicologia, Sheldon si è distinto anche nello studio della numismatica, componendo un noto catalogo e sviluppando la scala "Sheldon" per la classificazione delle monete.
Rimase al lavoro presso l'Università fino al 1970. 

## Il pensiero
Il pensiero e l'opera di Sheldon si pongono alla convergenza di tre differenti ambiti disciplinari: l'embriologia, la sociologia e l'antropometria.
Ogni embrione animale, a un dato livello di sviluppo, presenta tre strati distinti: l'endoderma, il mesoderma e l'ectoderma, ciascuno con specifiche modalità di sviluppo, e che daranno in seguito origine a tutti i tessuti del corpo umano. 
Secondo le ipotesi di Sheldon, il presunto "grado di predominanza" di un foglietto embrionale sugli altri determinerebbe lo sviluppo di individui con specifici tratti psico-fisici.
Attraverso l'analisi e misurazione di numerosi soggetti fotografati nudi (soprattutto studenti universitari dell'Ivy League), nel 1942 Sheldon espose la sua teoria sui tre tipi costituzionali secondo la predominanza dei rispettivi tratti: endomorfo, mesomorfo, e ectomorfo.
- l'endomorfo si caratterizza, secondo Sheldon, per un grande sviluppo dell'apparato digerente, soprattutto lo stomaco (endoderma), e facilmente ha una tendenza alla pinguedine, con un corpo morbido e muscoli sottosviluppati; il temperamento è detto viscerotonico, con una ricerca del comfort, del lusso e del piacere di mangiare. Risulta tollerante, socievole, allegro, solare, estroverso.
- il mesomorfo ha, secondo Sheldon, un grande sviluppo dei muscoli e del sistema circolatorio (mesoderma). È correlato al temperamento somatotonico: coraggioso, energico, attivo, dinamico, prepotente, aggressivo, pronto ad assumersi rischi.
- l'ectomorfo ha, secondo Sheldon, un grande sviluppo del sistema nervoso e del cervello (ectoderma) e la tendenza ad essere magro e longilineo. È correlata al temperamento cerebrotonico: sensibile, timido, introverso. Preferisce l'intimità alla folla, appare spesso inibito.

### I riscontri
L'ipotesi di Sheldon è attualmente contestata nella parte relativa alla correlazione tra tipologia corporea e tipologia psicologica. La correlazione di 0,80 dichiarata da Sheldon nelle sue opere è basata su un campione di soli 33 soggetti e, a tutt'oggi, non ha trovato ulteriori conferme in ambito accademico.
La tripartizione di Sheldon sembra anticipata nel passato dal poeta latino Lucrezio, che nel "De rerum natura" distingue, in base alle modalità di respirazione, tra tipi focosi, ansiosi e calmi, paragonati rispettivamente a un leone un cervo e un bue. In ambito storico e sociologico, questa generica suddivisione troverebbe riscontro per analogia nell'ipotesi trifunzionale formulata da Georges Dumézil nel 1929. Possiamo trovare esempi analogici di questa tripartizione nella strutturazione dell'antica società indiana nelle tre caste dei brahmini, kshatriya e vaishya (a cui vanno aggiunti i servi, o shudra), o nelle funzioni medievali di oratores, bellatores e laboratores. Similmente Aldous Huxley collega i tre tipi umani di Sheldon con le tre vie di salvezza previste dall'induismo: la via della devozione, dell'azione e della conoscenza, adatte rispettivamente ai caratteri viscerotonico, somatotonico e cerebrotonico.
Dal punto di vista psicologico esisterebbe un forte parallelismo fra i tre tipi di soluzioni nevrotiche proposte dalla psicoanalista tedesca Karen Horney e i tipi costituzionali di Sheldon. Nel suo scritto del 1937 La personalità nevrotica del nostro tempo, la Horney individua tre tipi di uomini sulla base di come questi reagiscono ai conflitti della vita: quello compiacente che va incontro agli altri, quello aggressivo che va contro gli altri e, infine, il distaccato che si separa dagli altri.
Attualmente le tipologie di Sheldon trovano applicazione limitatamente agli aspetti somatici in medicina dello sport per la creazione dei programmi di allenamento.

## Opere principali
- William Herbert Sheldon, Psychology and the Promethean Will, Harper & Brother, 1936.
- William Herbert Sheldon, Stanley Smith Stevens, William Boose Tucker, The Varieties of Human Physique: An Introduction to Constitutional Psychology, Harper, 1940.
- William Herbert Sheldon, Stanley Smith Stevens, The varieties of temperament: a psychology of constitutional differences, Harper & Brother, 1942.
- William Herbert Sheldon, Emil M. Hartl, Varieties of delinquent youth: an introduction to constitutional psychiatry, University of California, 1949.
- William Herbert Sheldon, C. Wesley Dupertuis, Eugene McDermott, Atlas of Men: A Guide for Somatotyping the Adult Male at All Ages, Harper, 1954.
- William Herbert Sheldon, Penny Whimsy: A Revision of Early American Cents, 1793-1814. Harper & Row, 1958.